# Warren Siegel
Warren Siegel (Flint, Míchigan, Estados Unidos, 16 de noviembre de 1952) es un físico teórico estadounidense especializado en teoría cuántica de campos supersimétrica y teoría de cuerdas. Es profesor en el Instituto C. N. Yang de Física Teórica de la Universidad de Stony Brook.

## Biografía
Siegel realizó sus estudios de grado y posgrado en la Universidad de California en Berkeley, en la que obtuvo su doctorado en 1977. Tras graduarse, ocupó varios puestos posdoctorales en Harvard (1977-1979), la Universidad Brandeis (1979), el Institute for Advanced Study (1979-1980), Caltech (1980-1982) y la Universidad de California en Berkeley (1982-1985). Entre 1985 y 1987 fue profesor ayudante en la Universidad de Maryland, antes de convertirse en profesor en la Universidad de Stony Brook en 1987.

## Investigación
Sus primeros trabajos involucraban el uso de superespacio para tratar teorías supersimétricas, incluyendo supergravedad. Junto con Sylvester James Gates, Marcus Grisaru y Martin Roček, descubrió métodos para derivar acciones clásicas y realizar cálculos de diagramas de Feynman de forma más simple que los de teorías no supersimétricas. Descubrió una nueva versión de la regularización dimensional («reducción dimensional») que preserva la supersimetría y es de uso habitual en cromodinámica cuántica. El primer teorema de no renormalización supersimétrica fue introducido por Grisaru, Siegel y Roček en su artículo de 1979 «Improved methods for supergraphs», con cerca de 700 citas.
Durante la década de 1980, Siegel inventó la teoría de campos de cuerdas covariante y realizó investigación pionera en teoría de campos de cuerdas. Junto con Barton Zwiebach generalizó métodos fuera de teoría de cuerdas para proveer una acción libre universal en teoría de campos para representaciones arbitrarias del grupo de Poincaré en dimensión arbitraria. Introdujo también nuevas simetrías de gauge de mecánica clásica útiles para cuerdas.
En trabajo posterior, Siegel hizo contribuciones a la comprensión física de la dualidad, a la invariancia conforme, AdS/CFT, a la aproximación de matrices aleatorias a teoría de cuerdas, supercuerdas de twistores y otros temas en teoría de cuerdas. Más recientemente, ha trabajado en teoría de Yang-Mills supersimétrica en dimensión 4.

## Libros de texto
Siegel es autor de un extenso libro de texto titulado Fields, con 3 ediciones publicadas. Sigue una aproximación muy moderna e incorpora muchos temas (incluyendo teoría de cuerdas) no incluidos en otros libros de texto de teoría de campos. Opta por una aproximación basada en la simetría y la usa en sus clases de teoría cuántica de campos. El libro se distribuye únicamente como libro electrónico y puede descargarse en su web. También ofrece su libro de texto de 1988 Introduction to String Field Theory de forma gratuita. Junto con Gates, Grisaru y Roček es coautor del libro de texto de 1983 Superspace, or One thousand and one lessons in supersymmetry, que ofrecen de forma también gratuita en arXiv.org. Fue coeditor de la Concise Encyclopedia of Supersymmetry and Noncommutative Structures in Mathematics and Physics.